# Reiner Breuer

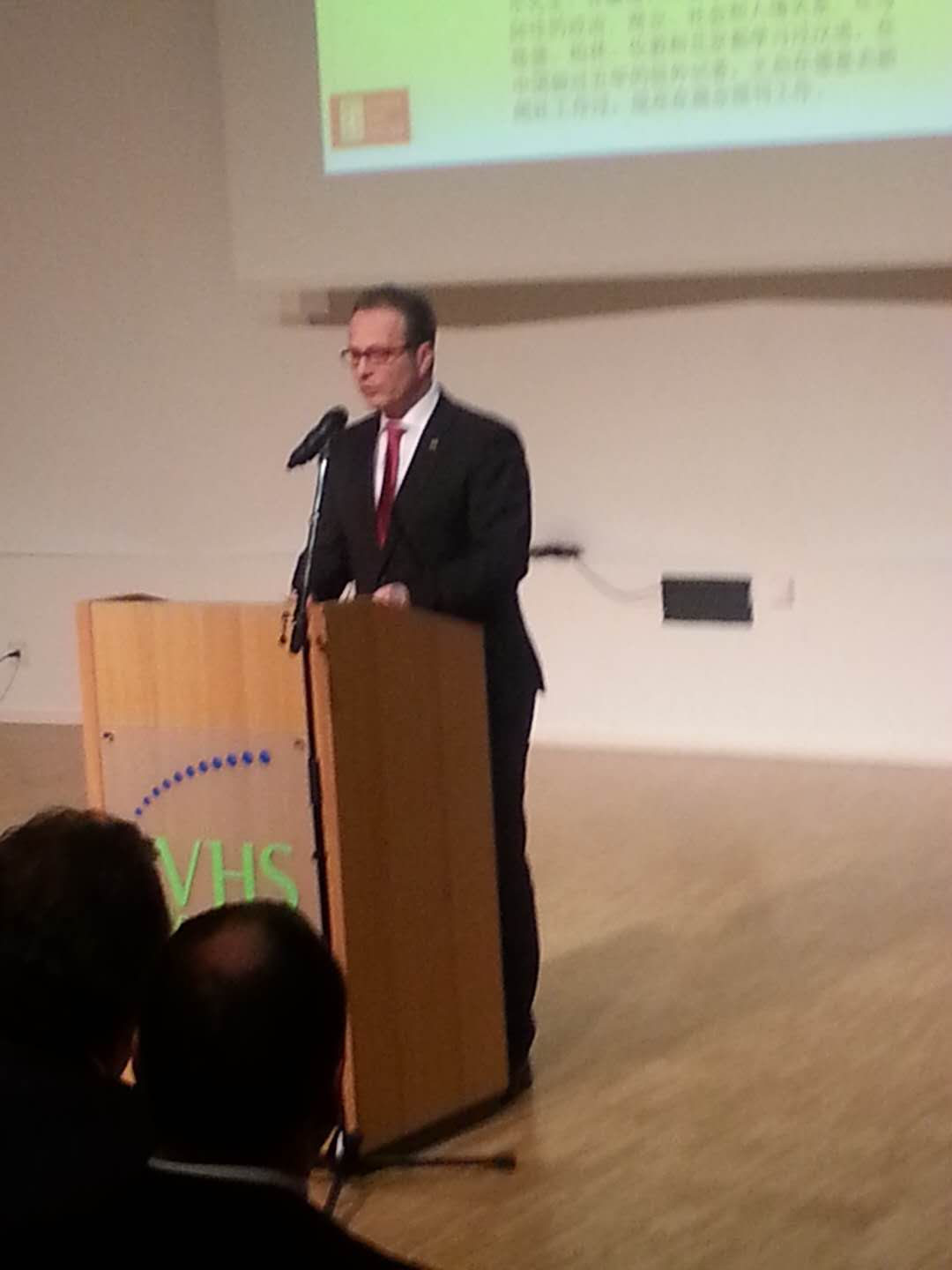
Reiner Breuer hält eine Rede beim China-Tag Neuss 2019.

Reiner Dieter Breuer (* 14. April 1969 in Neuss) ist ein deutscher Jurist und Politiker (SPD). Von 2012 bis 2015 war er Abgeordneter im Landtag von Nordrhein-Westfalen. Seit dem 21. Oktober 2015 ist er Bürgermeister der Stadt Neuss, nachdem er am 13. September 2015 als erster Sozialdemokrat in dieses Amt gewählt worden war.

## Leben
Nach seinem Abitur 1988 am Gymnasium Norf und Zivildienst absolvierte Reiner Breuer an der Universität zu Köln das Studium der Rechtswissenschaften mit abschließendem zweitem Staatsexamen. Beruflich war er bis zur Annahme seines Landtagsmandats bei der Sozialdemokratischen Gemeinschaft für Kommunalpolitik (SGK) in Nordrhein-Westfalen tätig.
Breuer trat 1987 in die SPD ein und leitete die Neusser Jusos von 1992 bis 1996. 1994 zog er erstmals in den Rat der Stadt Neuss ein, wo er von 1999 bis 2014 als Vorsitzender der SPD-Fraktion fungierte. Bei der Landtagswahl in Nordrhein-Westfalen 2012 errang er ein Direktmandat im Landtagswahlkreis Rhein-Kreis Neuss I gegen den favorisierten CDU-Kandidaten Jörg Geerlings. Im Landtag gehörte er neben dem Rechtsausschuss auch dem Verkehrsausschuss an, in dem er als Sprecher seiner Fraktion fungierte.
Im Juli 2014 wurde Breuer 2. stellvertretender Bürgermeister der Stadt Neuss. Nach einem ersten Anlauf als Bürgermeisterkandidat der SPD bei der Kommunalwahl 2009, bei der er dem damals amtierenden Bürgermeister Herbert Napp von der CDU unterlag, wurde er 2015 erneut zum Bürgermeisterkandidaten bestimmt. Am 13. September 2015 gewann Breuer im ersten Wahlgang mit 54,1 % der Stimmen gegenüber seinem Konkurrenten von der CDU, Thomas Nickel, der 36,3 % auf sich vereinen konnte. Breuer wurde somit der erste Neusser Bürgermeister seit Gründung der Bundesrepublik, der nicht von der CDU gestellt wurde.
Bei den Kommunalwahlen am 13. September 2020 konnte Breuer sein Amt verteidigen. Er holte im ersten Wahlgang 52,91 % der Stimmen und lag damit über 20 Prozentpunkte vor CDU-Herausforderer Jan-Philipp Büchler, der auf 32,79 % kam. Breuer führte die Neusser SPD, die im Stadtrat gegen den Trend der eigenen Landes-Partei bei den Kommunalwahlen in NRW über 5 Prozentpunkte zulegte und 32,4 % erreichte, gleichzeitig erstmals seit ihrer Gründung im Jahr 1890 zu einer eigenen Ratsmehrheit. Am 19. November 2020 wurde ein Kooperationsvertrag zwischen SPD, Grünen und der Fraktionsgemeinschaft UWG/Freie Wähler und Aktiv für Neuss unterzeichnet. Das Bündnis kommt mit der Stimme von Bürgermeister Breuer auf 30 der 59 Sitze im Stadtrat.